# Papa Bento II
Papa Bento II foi Papa de 26 de junho 684 a 8 de maio de 685, natural de Roma. Ainda que breve, o seu pontificado foi relevante pelo ascendente que obteve sobre o poder imperial, tendo conseguido que o Imperador aceitasse que a eleição do papa não necessitasse de confirmação. Também foi considerado Santo.

## Papado
Os bispos de Roma eram antigamente escolhidos pelo clero e pelo povo de Roma, de acordo com a disciplina da época; o imperador romano era o chefe do povo, razão pela qual seu consentimento era exigido. Mas enquanto os imperadores residiam em Constantinopla, esta condição muitas vezes produzia longos atrasos e consideráveis inconvenientes. Embora escolhido em 683, não foi ordenado até 684, aguardando a permissão do imperador Constantino IV. De acordo com o Liber Diurnus Romanorum Pontificum, ele obteve do imperador um decreto que aboliu totalmente as confirmações imperiais ou as tornou acessíveis ao exarca de Ravena. Bento adotou simbolicamente os filhos de Constantino, Justiniano II e Heráclio.

Para ajudar a suprimir o monotelismo, Bento se esforçou para garantir as assinaturas dos bispos da Hispânia aos decretos do Terceiro Concílio de Constantinopla de 680/1, e para trazer a submissão aos decretos de Macário, o bispo deposto de Antioquia. As restaurações de numerosas igrejas em Roma são atribuídas ao pontificado de menos de um ano de Bento II. Após um pontificado de cerca de onze meses, o Papa Bento II morreu em 8 de maio de 685 e foi sepultado na Basílica de São Pedro.